# Anycast
Anycast là một phương pháp sử dụng các địa chỉ mạng và định tuyến để gửi dữ liệu từ một nguồn duy nhất đến một trong những nút của một nhóm các thiết bị, dựa trên căn bản là gần nhất, ít tốn kém nhất, khỏe mạnh nhất, tuyến ít bị nghẽn nhất, hay các phương pháp đo lường khoảng cách khác. Kỹ thuật này xảy ra trong tầng mạng của mô hình OSI. 

## Thực hiện
Anycast được thực hiện bằng cách rải các máy chủ cùng loại ra nhiều khu vực có mạng IP cách biệt nhau. Trên thực tế thường thì chúng được rải ra mọi lục địa, hoặc mỗi nước trong một vùng. Mỗi máy chủ này có cùng một địa chỉ IP và lan truyền theo một con đường thích hợp thông qua một giao thức định tuyến trên Internet. Trong trường hợp giả dụ máy bị hư, tuyến đường sẽ biến mất và tất cả các gói tiếp theo được chuyển đến máy chủ khác. Các dịch vụ mong muốn do đó có thể được cung cấp ngay cả khi một hoặc nhiều máy chủ không hoạt động. Điều này làm tăng được tính sẵn sàng để dùng (available). Để quản lý thì máy chủ phải được liên lạc trực tiếp. Do đó các máy chủ anycast ở hầu hết mọi trường hợp có thêm một địa chỉ unicast bổ sung. 